# トヨタ自動車中国広告問題
トヨタ自動車中国広告問題（トヨタじどうしゃちゅうごくこうこくもんだい）とは2003年の中華人民共和国でのトヨタ自動車の雑誌広告による問題。
問題となったのはプラドの広告で獅子が自動車に敬礼している画像に「プラド、尊敬せずにはいられない」というキャッチコピーが入っているという内容であった。獅子というのは中国を象徴するもので、それが自動車に敬礼するというのは中国を侮辱していると非難される事になった。他にはランドクルーザーの広告で、ランドクルーザーが東風汽車製に似た古いトラックを牽引している画像が、人民解放軍のトラックを牽引しているように見えるため、中国を侮辱していると非難される事となった。
この事を受け、2003年12月4日にはトヨタ自動車中国事務所総代表と、一汽トヨタ自動車販売の社長と副社長が公式で謝罪した。会見によるとこの広告は一汽トヨタと中国の広告代理店によって決定されたものであったとのこと。従来ならばトヨタ自動車中国事務所に確認を取った上で広告掲載されるが今回はこの過程が抜けていたとのこと。